# Dreamin' Her -我夢見了她。-
《Dreamin' Her -我夢見了她。-》是日本LIFE0公司於2022年4月28日發售的戀愛冒險遊戲。本作是LIFE0第三部作品，遊戲簡稱「DH」。

## 遊戲系統
《Dreamin' Her》採取戀愛冒險的遊玩方式，玩家所扮演的是本作的男主角五十嵐蒼。玩家遊玩時需要閱覽屏幕上所顯示的文本以了解故事情節和人物之間的對話。這些文字會與人物的立繪和背景一同出现，用以表示對話的對象。對話對象的立繪會隨著對話進行而變化，根據對話的内容做出不同動作或表情，如臉紅、驚愕、哭泣等。在部分場景中會遇見代替背景和人物立繪的電腦圖像，主角在使用手機上的即時通訊軟件時，會以仿效軟件對話框的形式展示聊天內容。遊戲過程中會出現一些選項，由玩家選擇接下來男主角的行為，關鍵的選項會決定玩家進入哪一個結局。

## 故事簡介
一直背負著母親桐子期待的五十嵐蒼，為了考上大學而終日備考和補習。五十嵐蒼由此成了學校裡面出名的書呆子，幾乎沒有什麼交際，甚至被部分人同學排擠。在高中一年時，蒼與青梅竹馬七瀨未來重逢，兩人過去關係很好，只是自從七瀨一家搬走後斷了聯繫，再次見面兩人不免有些拘謹，幾乎成為陌路人。就這樣到了高三，七瀨未來開始主動接觸蒼，改善兩人的關係。接著兩人開始一起上學和放學，分享各自的興趣。在暑假前一天，蒼向七瀨未來告白遭到拒絕，蒼因此變得自暴自棄，還缺席了次日的散學禮，成績單多了一次早退。蒼領取成績單後畏懼母親的想法，擅自塗改了成績單的早退記錄，母親不出意外起了疑心，有幸班主任海老原幫忙包庇，事情才告一段落。同時自告白失敗之後，蒼在睡眠時會夢見一片粉色的海灘，海灘上有一個與七瀨未來樣貌一樣的白髮白衣少女，少女自稱是「架子」，是蒼心中理想的「七瀨未來」。在夢境中架子會用心去聆聽蒼的心聲，安慰蒼並鼓勵蒼更積極地面對生活，蒼慢慢開始依賴架子，他開始為了做夢選擇吃消炎藥入睡。在架子的鼓勵下，他決定向母親表露心中的想法，包括塗改成績單和自己未來想做小說家的夢想，母親聽後否定了蒼沒有前途的夢想，還就塗改一事與蒼吵架。
之後根據玩家的選擇，蒼決定是否繼續沉迷在夢境和虛幻中。蒼可以選擇與架子永遠在一起，接著會在一次食用過量消炎藥後死去。蒼還可以選擇在現實世界看到架子，他會在現實看到架子的幻影，在意識到所見只是虛幻後會選擇輕生。若蒼接受架子的勸誡，嘗試與現實的未來和好，蒼會想起一些因為兒時意外消失的記憶，同時也陷入很長的昏迷，在夢境中他也回憶起架子其實是未來的雙胞胎妹妹「紡凪」。兒時一次交通事故，蒼目睹了紡凪在他眼前死去，事後蒼失憶了，他忘記了紡凪，身邊的所有人為了不刺激蒼，也假裝紡凪不存在。而未來一直在等蒼想起紡凪的事情，她不願意在蒼不記得紡凪的情況下與他交往。紡凪的靈魂在很特殊的情況得以進入蒼的夢境中，她在發現蒼和未來因為她的事情困擾時，假裝成未來去安慰蒼，希望蒼可以與未來和好，紡凪在離開時將姊姊託付給了蒼。蒼醒來時，暑假已經到了尾聲，他和未來袒露心聲後正式開始交往，他母親因為這次昏迷事件，決定不再給蒼太多的壓力。

## 登場角色
五十嵐蒼
本作男主角，喜歡寫作，有著成為小說家的夢想，中學時嘗試在網絡上投稿作品，後來因為學業繁重中斷了創作。
七瀨未來（聲：村上奈津實）
五十嵐蒼的青梅竹馬，對蒼有好感。小時候有感無法保護遭到欺凌的蒼，特意去學習劍道和合氣道。
架子（聲：村上奈津實）
五十嵐蒼在夢境中遇見的與七瀨未來樣貌一樣的白髮白衣少女，實際上是七瀨未來的妹妹七瀨紡凪，在小時候因為意外離世。
五十嵐桐子（聲：藤田昌代）
五十嵐蒼的母親，年輕時沒有考上大學，所以寄望兒子能考上大學。給與蒼很高的要求，不允許蒼在學業上有任何鬆懈。
七瀨愛（聲：近藤唯）
七瀨未來的母親。
紀伊國屋將
五十嵐蒼的學弟，是學校中少數與蒼有交流的人。喜歡各種八卦，看過蒼中學時寫的小說，因此結識蒼。
七瀨俊之（聲：高坂篤志）
七瀨未來的父親。

## 開發
《Dreamin' Her》是LIFE0開發的第三部作品，開發時間長達兩年之久。LIFE0以众筹的方式籌集遊戲開發資金，在众筹平台CAMPFIRE展開了兩次众筹。遊戲的劇本由負責，作品的創作靈感最早源於LIFE0的第一部作品《7days -与你共度的七日间-》，作品的主題是「夢」，最初的計劃並不打算創作沉重的劇本，只是為了突顯出主人公蒼在現實的遭遇，著重描述了相關內容，劇本完成後變得意外的沉重。遊戲角色設計及原畫由負責，在LIFE0前兩作擔當同樣的職位，因為LIFE0堅持統一作品整體風格，所以遊戲主要角色和配角的原畫都由負責。遊戲的配樂主要由MoppySound和brightwaltz負責，其中MoppySound為了展示出登場角色情感的細膩變化，特意使用較少的音數製作音樂。遊戲主題曲則由Islet負責編曲，倚水演唱。遊戲引擎方面，開發團隊根據前作《LOST:Smile》的玩家反饋，在本作中使用另一個引擎開發遊戲。

## 發行
2020年8月5日，LIFE0在众筹平台CAMPFIRE上首次披露遊戲內容、主要角色和製作團隊。遊戲預計於2021年8月在Steam發售，LIFE0考虑到2019冠狀病毒病疫情的影响，給出了較低價格入手遊戲的众筹方案。2021年6月，LIFE0表示開發工作超出預期，遊戲推遲到2021年末至2022年初發售。2021年1月31日，LIFE0再度延期遊戲發售，最終確認遊戲在4月28日發行，在2月LIFE0也公佈了遊戲官網和預告片。在3月LIFE0再度於CAMPFIRE展開众筹，該輪众筹採用保底模式，不達成目標金額，參與者也能獲得众筹方案承諾的回報，方案除了遊戲本體還有聲優簽名等贈品。

## 外部連結
- 官方网站 （日語）
- 《Dreamin' Her -我夢見了她。-》在視覺小說數據庫的頁面 （英文）